# Jelica Selak
Jelica Selak (Novi Travnik, 1952.) je hrvatska pjesnikinja iz BiH.
Djela: Vrelo iz skloništa (pjesme, 1996.) 